# Чына
Чына — река в России, протекает в Якутии. Устье реки находится в 177 км от устья реки Синяя. Длина реки составляет 240 км, площадь водосборного бассейна 5070 км².

## Данные водного реестра
По данным государственного водного реестра России относится к Ленскому бассейновому округу, водохозяйственный участок реки — Лена от устья Олекмы до в/п п. Покровск, речной подбассейн реки — Лена между впадением Олёкмы и Алдана.
Код объекта в государственном водном реестре — 18030500112117200034263.